# Ісламізація в Пакистані
Ісламізація (урду اسلامی حکمرانی ) або шаріазація має довгу історію в Пакистані з 1950-х років, але вона стала основною політикою або «центральною ланкою» уряду генерала Мухаммеда Зія-уль-Хака, правителя Пакистану з 1977 року до його смерті у 1988 році.
Зію часто називають «людиною, найбільш відповідальною за перетворення Пакистану на глобальний центр політичного ісламу». Зія-уль-Хак зобов’язався забезпечити дотримання свого тлумачення Нізам-е-Мустафи («Правила пророка» Мухаммеда), заснувавши окремі шаріатські суди і судові лави для розгляду судових справ на основі ісламської доктрини. До пакистанського законодавства були додані нові кримінальні злочини (перелюб, блуд і види богохульства) і нові покарання (батогом, ампутація та забиття камінням). Виплати відсотків за банківськими рахунками були замінені виплатами «прибутків і збитків». Благодійні пожертви закят стали 2,5% річного податку. Шкільні підручники та бібліотеки були капітально переглянуті, щоб видалити неісламські матеріали. Офіси, школи та фабрики повинні були забезпечити місце для молитви. Зія зміцнив вплив улемів (ісламського духовенства) та ісламських партій, а консервативні вчені часто запрошувалися на телебачення. Десятки тисяч активістів партії Джамаат-е-Ісламі були призначені на урядові посади, щоб забезпечити продовження його порядку денного після його смерті. Консервативні улеми були додані до Ради ісламської ідеології.
Вплив ісламізації, що підтримується державою, на національну згуртованість Пакистану був неоднозначним. У 1984 році референдум дав Зію та програму ісламізації 97,7% голосів за офіційними результатами. Проте під час і після правління Зії були протести проти законів та їх виконання. Шиїтсько - сунітські релігійні заворушення спалахнули через розбіжності в ісламській юриспруденції ( фікх ) – зокрема, щодо того, як будуть розподілятися пожертви закят .   Серед мусульман-сунітів також були розбіжності.  Жіночі та правозахисні групи виступали проти ув’язнення жертв зґвалтувань як покарання хадд, нових законів, які цінували свідчення жінок (Закон доказів) і компенсації кровних грошей ( діят ) вдвічі менше, ніж чоловіки. Релігійні меншини та правозахисні групи виступили проти «нечітко сформульованого» Закону про богохульство та його «зловмисного зловживання та свавільного застосування». 
Можливі мотиви для програми ісламізації включали особисте благочестя Зії (більшість свідчень сходяться на тому, що він походив з релігійної сім’ї),  бажання отримати політичних союзників, «задовольнити сенс існування Пакистану» як мусульманської держави та/або політична потреба легітимізувати те, що деякі пакистанці вважали його «репресивним, нерепрезентативним режимом воєнного стану».  Під час правління Первеза Мушаррафа Муттахіда Маджліс-і-Амал (MMA), коаліція ісламістських політичних партій у Пакистані, закликала до посилення ісламізації уряду та суспільства, зокрема займаючи антиіндуїстську позицію. MMA очолювала опозицію в національних зборах, мала більшість у провінційних зборах NWFP і була частиною правлячої коаліції в Белуджистані. Однак деякі члени MMA доклали зусиль, щоб усунути свою риторику проти індуїстів. 

## Передумови та історія
Пакистан був заснований на основі забезпечення суверенної батьківщини для мусульман субконтиненту, щоб жити на самовизначенні.
Ідея Пакистану отримала переважну підтримку серед британських індійських мусульман, особливо в президентських установах і провінціях Британської Індії, де мусульмани були в меншості, як-от Сполучені провінції (1937–1950). За деякими джерелами, керівництво Мусульманської ліги, улеми (ісламське духовенство) і Мухаммед Алі Джинна сформулювали своє бачення Пакистану в термінах ісламської держави. Джинна тісно зв'язався з улемами. Коли Джинна помер, ісламський учений Маулана Шаббір Ахмад Усмані описав Джинну як найбільшого мусульманина після імператора Великих Моголів Аурангзеба. Усмані попросив пакистанців пам’ятати послання Джинни про єдність, віру та дисципліну та працювати над здійсненням його мрії:
створити міцний блок усіх мусульманських держав від Карачі до Анкари, від Пакистану до Марокко. Він [Джинна] хотів бачити мусульман світу, об'єднаних під прапором ісламу, ефективним стримуючим фактором проти агресивних задумів їхніх ворогів.
Після створення Пакистану в 1947 році під час східно-пакистанського мовного руху багато хто виступав за те, щоб Мухаммед Алі Джинна зробив державною мовою Пакистану арабську мову як мову мусульманської націоналістичної країни, що пізніше було підтримано та повторено багатьма, але пропозиція зрештою не отримала народної підтримки та популярності. Ці пропозиції зробити арабську мову державною не отримали істотної підтримки в жодній частині Пакистану. Однак, оскільки ця вимога пов’язана з питанням розвитку ісламської культури, вона опосередковано підсилила в деяких колах вимогу впровадження арабської писемності державними мовами урду та бенгальською (добхаші).
Цій міфології суперечать заяви Джинни: «...у цій державі Пакистан. Ви можете належати до будь-якої релігії, касти чи віросповідання — це не має нічого спільного з державними справами...», і Муніс Ахмар, який пише: «На етапі формування Пакистану поняття релігійного екстремізму майже не існувало, оскільки засновник країни, Куейд-е-Азам Мохаммад Алі Джинна ясно дав зрозуміти, що нова держава не буде теократичною за своєю природою, однак після його смерті 11 вересня 1948 року його наступники не змогли приборкати сили релігійної войовничості...» Замість того, щоб ісламізація була природною еволюцією того, яким мусульмани бачили Пакистан, секуляристи описують її як реакцію на події 1970-х років: травматичний відкол Бангладеш у 1971 році, зростання сили ісламського відродження та ісламських політичних партій у Пакистані, що призвело до оголошення громади Ахмадія немусульманами, заборони алкоголю, азартних ігор і нічних клубів, та  повалення Зульфікара Алі Бхутто 1977 року консервативним побожним мусульманином генералом Мухаммедом Зія-уль-Хаком, який правив Пакистаном до своєї смерті в 1988 році.
Перший формальний крок, зроблений для перетворення Пакистану на ідеологічну ісламську державу, був зроблений у березні 1949 року, коли перший прем’єр-міністр країни Ліакат Алі Хан представив Резолюцію про цілі в Установчій асамблеї. У Резолюції про цілі проголошено, що суверенітет над усім Всесвітом належить Всемогутньому Богу. Президент Мусульманської ліги Чаудрі Халікуззаман оголосив, що Пакистан об'єднає всі мусульманські країни в Ісламістан - панісламське утворення. Халікуззаман вважав, що Пакистан був лише мусульманською державою і ще не був ісламською державою, але він безумовно міг би стати ісламською державою після того, як об’єднав усіх віруючих ісламу в єдину політичну одиницю. Кіт Каллард, один із перших дослідників пакистанської політики, зазначив, що пакистанці вірили в суттєву єдність цілей і поглядів у мусульманському світі:
Пакистан був заснований для просування справи мусульман. Можна було б очікувати, що інші мусульмани ставитимуться до цього з симпатією, навіть ентузіазмом. Але це за умови, що інші мусульманські держави дотримуватимуться такого ж погляду на зв'язок між релігією і національністю.
Однак панисламістські настрої Пакистану не поділяли інші мусульманські уряди того часу. Націоналізм в інших частинах мусульманського світу базувався на етнічній приналежності, мові та культурі. Хоча мусульманські уряди не прихильно ставилися до панісламських устремлінь Пакистану, ісламісти з усього світу були залучені до Пакистану. Частими гостями країни стали такі діячі, як Великий муфтій Палестини Аль-Хадж Амін аль-Хусейні та лідери ісламістських політичних рухів, таких як Брати-мусульмани. Після того як генерал Зія-уль-Хак прийшов до влади в результаті військового перевороту, Хізб ут-Тахрір (ісламістська група, яка закликає до створення халіфату) розширила свою організаційну мережу та діяльність у Пакистані. Його засновник, Такіюддін ан-Набгані, підтримував регулярне листування з Абул А'ла Маудуді, засновником Джамаат-е-Ісламі (JI), і він також закликав доктора Ісрара Ахмеда продовжувати свою роботу в Пакистані для організації. всесвітнього халіфату.
Соціолог Насім Ахмад Джавед у 1969 році провів опитування в попередньо розділеному Пакистані щодо типу національної ідентичності, який використовували освічені професійні люди. Він виявив, що понад 60% людей у Східному Пакистані (сучасний Бангладеш) сповідували свою світську національну ідентичність. Однак у Західному Пакистані (сучасний Пакистан) та сама фігура стверджувала, що має ісламську, а не світську ідентичність. Крім того, той самий діяч у Східному Пакистані визначив свою ідентичність у термінах своєї етнічної приналежності, а не ісламу. Але в Західному Пакистані було навпаки, де іслам вважався важливішим за етнічну приналежність.
Після перших загальних виборів у Пакистані обраний парламент ухвалив Конституцію 1973 року. Конституція проголосила Пакистан ісламською республікою, а іслам державною релігією. Також було зазначено, що всі закони повинні бути приведені у відповідність із заборонами ісламу, викладеними в Корані та Сунні, і що жоден закон, який суперечить таким заборонам, не може бути прийнятий. Конституція 1973 року також створила певні інституції, такі як Федеральний шаріатський суд і Рада ісламської ідеології, щоб направляти тлумачення та застосування ісламу.
5 липня 1977 року генерал Зія-уль-Гак очолив державний переворот. За рік чи два до перевороту Зія-уль-Хака його попередник, лівий прем’єр-міністр Зульфікар Алі Бхутто зіткнувся з енергійною опозицією, яка об’єдналася під прапором відродження Нізам-е-Мустафи («Правління пророка»). На думку прихильників руху, створення ісламської держави на основі законів шаріату означало б повернення до справедливості та успіху ранніх днів ісламу, коли ісламський пророк Мухаммед правив мусульманами. Прагнучи зупинити хвилю вуличної ісламізації, Бхутто також закликав до цього та заборонив розпивання та продаж вина мусульманами, нічні клуби та скачки.
Прийшовши до влади, Зія пішов набагато далі, ніж Бхутто, зобов’язавшись дотримуватись Нізам-е-Мустафи, тобто закону шаріату. Більшість записів підтверджують, що Зія походив з релігійної сім’ї, і релігія відіграла важливу роль у формуванні його особистості. Його батько працював цивільним чиновником у штабі армії і був відомий як «Маулві» Акбар Алі через його релігійну відданість. Зія приєднався до армії перед поділом і час від часу ображав британське начальство своєю відмовою відмовитися від релігійних і культурних традицій. Зія пояснював свій особистий опір стилю життя британської індіанської кавалерії своєю вірою в «Бога та його вчення».

Про це він заявив у своєму першому телевізійному виступі перед країною як глава держави
Пакистан, який був створений в ім'я ісламу, виживе лише тоді, коли буде дотримуватися ісламу. Ось чому я вважаю запровадження [ісламської] системи важливою передумовою для країни.
Хоча в минулому «багато правителів робили, що їм заманеться, в ім’я ісламу», він цього не робив.
На відміну від Ірану, ісламізація в Пакистані була політично консервативною, працювала проти лівих сил та ідей, а не з ними. Зія мало симпатизував Бхутто чи його популістській, соціалістичній філософії, втіленій у гаслі «Їжа, одяг і притулок». Генерал Зія пояснив в інтерв’ю:
Основою Пакистану був іслам. ... Мусульмани субконтиненту - це окрема культура. Саме на основі теорії двох націй ця частина була вирізана з субконтиненту як пакистанська .... Пан Бхутто процвітав в цьому суспільстві, руйнуючи його моральні засади. ... нацьковуючи учнів на вчителів, дітей на батьків, орендодавців на орендарів, робітників на власників млинів. [Пакистан має економічні труднощі], тому що пакистанців змусили повірити, що можна заробляти, не працюючи. ... Ми повертаємося до ісламу не за власним бажанням, а під впливом обставин. Не я і не мій уряд нав'язуємо іслам. Це те, чого хотіли 99 відсотків людей; вуличне насильство проти Бхутто відображало бажання людей...
Хоча Зія ініціював програму ісламізації, він зазнав нападок з боку консервативних сунітських сил, які вважали його процес надто повільним. У 1980 році він дистанціювався від деяких улемів, а в 1983 році релігійні противники поширили чутки, що Зія був ахмадієм. Зія був «змушений публічно заперечити це твердження та засудити ахмадіїв як кафірів (невірних)».
У 1984 році відбувся референдум щодо програми ісламізації Зіа та надання йому п'ятирічного президентського терміну. Офіційні результати показали 97,7 голосів «за», а участь у голосуванні склала 60%. Незалежні спостерігачі ставили під сумнів, що проголосувало 30% виборців, які мали право голосу.
Опозиція спонсорованій державою ісламізації або її аспектам надходила з кількох сторін. У 1983 і 1984 роках спалахнули релігійні заворушення. Конфесійні розбіжності між сунітами та шиїтами загострилися через постанову про закят 1979 року. Також виникли розбіжності в юриспруденції фікгу в шлюбі та розлученні, спадкуванні та заповіті та застосуванні покарань за хадд.
Серед мусульман-сунітів виникли суперечки між Деобандісом і Барелвісом. Зія віддавав перевагу доктрині Деобанді. Тож суфійські піри Сінда (які були Барелві) приєдналися до Руху проти Зії за відновлення демократії.
Від самого початку свого існування пакистанські лідери використовували релігійні настрої як засіб зміцнення національної ідентичності. Такий підхід призвів до просування ісламізації, яка сприяла розвитку освітньої системи, що випускає мільйони релігійних студентів щороку. На жаль, ця політика часто асоціювалася з симпатіями до екстремізму, насильства та заохоченням релігійних і суспільних розбіжностей.

## Укази Худуд
Одним із перших і найбільш суперечливих заходів ісламізації була заміна частин Кримінального кодексу Пакистану (ККП) на «Укази Худуд» 1979 року (Худуд означає межі або обмеження, як у межах прийнятної поведінки в ісламському праві). Указ додав нові кримінальні злочини перелюбу та розпусти до пакистанського законодавства та нові покарання у вигляді бичування, ампутації та побиття камінням до смерті.
За крадіжку або грабіж покарання ККП у вигляді позбавлення волі, штрафу або обох замінювалися відсіканням правої руки злочинця за крадіжку та відсіканням правої руки та лівої ноги за грабіж. Для Зіни (позашлюбні статеві стосунки) положення, що стосуються подружньої зради, були замінені Ордонансом на покарання у вигляді 100 ударів батогом для неодружених злочинців і побивання камінням до смерті для одружених злочинців.
Усі ці покарання Худуд були максимальними покараннями, залежно від доказів Хадда — чотирьох мусульманських чоловіків з хорошою репутацією, які дали свідчення як свідки злочину. На практиці станом на 2014 рік вимога Хадда ще не виконувалася, і жоден правопорушник не був побитий камінням або ампутований кінцівками судовою системою Пакистану. Застосовувалися менш суворі стандарти тазиру, де покарання складалося з певної комбінації ув’язнення, штрафу та/або бичування, і багато правопорушників були публічно прошмагані.
Більше занепокоєння для правозахисників і захисників прав жінок, деяких юристів і політиків викликало ув'язнення тисяч жертв зґвалтувань за звинуваченнями в Зіні. Змішувати кримінальний кодекс Пакистану з ісламськими законами було складним через відмінності в логіці двох правових систем.

### Указ про заборону
За оригінальним Кримінальним кодексом Пакистану«вживання вина» (і всіх інших алкогольних напоїв) не було злочином. Проте 1977 року в Пакистані  було заборонено розпивання та продаж вина мусульманами, що каралося позбавленням волі на шість місяців або штрафом у розмірі рупій 5000/-, або і те, і те. Відповідно до наказу про заборону Зії, це покарання було замінено одним із нанесення вісімдесяти ударів батогом (з посиланням на іджму (узгоджену думку) сподвижників Мухаммеда з часів Другого халіфа Умара ). Немусульмани були винятком, якщо вони отримали ліцензію на розпивання та/або виробництво алкогольних напоїв від уряду.

### Указ  про перелюб (Зіна)
Найбільш суперечливим з указів був Указ Зіни, яким було замінено положення Кримінального кодексу Пакистану, що стосуються подружньої зради. Жінок і чоловіків, визнаних винними, мали бичувати по сто ударів, якщо вони не були одруженими, і забити камінням до смерті, якщо були одружені. Непідтверджені свідчення жінок були неприпустимими у злочинах худуду, тому у випадках зґвалтування жертв інколи звинувачували в розпусті та кидали до в’язниці, а їхніх ґвалтівників звільняли, оскільки жінки не могли виконати вимоги ісламського хадду щодо чотирьох поважних чоловіків-мусульман, які свідчили про злочин. Оскільки постанова скасовувала закон Пакистану про зґвалтування, дівчата віком від дванадцяти також іноді потрапляли до в’язниці та переслідувалися за позашлюбні стосунки.

За словами правознавця Мартіна Лау,
Хоча порушити справу проти жінки, звинувативши її в подружній зраді, було нескладно, Указ Зіни дуже ускладнював жінці можливість вийти під заставу до суду. Гірше того, на практиці переважна більшість обвинувачених жінок були визнані винними судом першої інстанції, а потім виправдані після апеляції до Федерального шаріатського суду. На той час вони вже провели багато років у в'язниці, були піддані остракізму з боку своїх родин і стали соціальними вигнанками.
У 1979 році, до того, як укази набули чинності, у в'язницях Пакистану утримувалося 70 жінок. До 1988 року їх було 6000. Критики скаржилися, що закон став способом для «мстивих чоловіків і батьків» карати своїх дружин або дочок за непокору, але що «кожного разу, коли пропонувалися навіть невеликі зміни», релігійні групи та політичні партії влаштовували «широкомасштабні демонстрації».
Пакистанські жіночі та правозахисні групи протестували проти закону, а міжнародні медіа надали йому розголосу. Прихильники захищали покарання Указів як встановлені Богом і законом як жертви «надзвичайно несправедливої пропаганди» в медіа.
Перше засудження та вирок у вигляді побиття камінням до смерті у вересні 1981 року було скасовано під національним та міжнародним тиском. Засудження 13-річної сліпої дівчини (Сафія Бібі) за подружню зраду, яка стверджувала про зґвалтування її роботодавця та його сина, і засудження було скасовано в апеляції після гострої публічної критики. Інше засудження Зіни та вирок до побиття камінням до смерті на початку 1988 року викликало більше громадського обурення та призвело до повторного розгляду та виправдання Федеральним шаріатським судом.
Увагу до варварства Указу та пропозиції щодо його перегляду звернули низка призначених урядом комісій та кількатижневі теледебати на цю тему. У 2006 році деякі частини закону були суттєво переглянуті законопроєктом про захист жінок.

## Шаріатські суди та конституційні поправки
У 1978 році Зія заснував «шаріатські апеляційні лави», «прищеплені» до чотирьох високих судів Пакистану. Судам було доручено розглядати судові справи з використанням вчень Корану та Сунни та вивчати закони країни, щоб визначити, чи відповідають вони законам шаріату, і привести їх у відповідність, якщо вони не відповідають. Щоб бути остаточним органом у справах шаріату була створена шаріатська апеляційна палата Верховного суду.

Оголошуючи про створення шаріатських лавок, Зія описав їх юрисдикцію:
«Кожен громадянин має право подати на розгляд «шаріатської лави» будь-який закон, що застосовує уряд, і отримати вердикт, чи є цей закон повністю або частково ісламським або неісламським».
Однак деякі дуже важливі закони були звільнені від скасування як неісламські.
Дев'ята поправка до Конституції Пакистану, внесена урядом Зія, стверджувала, що «приписи ісламу, викладені у Священному Корані і Сунні, є вищим законом і джерелом керівництва для законодавства», але уточнювала це в статті 203-B, виключаючи з цього правила «мусульманське особисте право, будь-який закон, що стосується процедури судочинства в судах і органах влади»: Конституція, «мусульманське особисте право, будь-який закон, що стосується процедури будь-якого суду або трибуналу», і «до закінчення десяти років з моменту набрання чинності цією главою, будь-який фіскальний закон або будь-який закон, що стосується стягнення та збору податків і зборів або банківської чи страхової практики та процедури ...». Таким чином, конституція і більшість законів Пакистану були звільнені від шаріатської юрисдикції. Крім того, шаріатські колегії не завжди слідували політиці Зія, і на початку оголосили раджм, або побиття камінням, неісламським явищем. Зія-уль-Хак відновив суд, який потім визнав раджм ісламським.
У 1980 році шаріатські апеляційні палати були розформовані та замінені Федеральним шаріатським судом (FSC). Його створення було менш ніж чистим і простим, оскільки між 1980 і 1985 роками «положення, що стосуються роботи FSC, змінювалися 28 разів за допомогою механізму 12 окремих президентських указів і були включені до Конституції в 14 підрозділах, що охоплюють 11 сторінок тексту». Він має вісім суддів, які призначаються президентом і «вибираються здебільшого з числа суддів вищих судів».
Судді вищих судів призначені генералом Зіа, були, як правило, «поміркованими ісламами», а не «ісламськими активістами», які схилялися до швидкого просування ісламізації.:37–8
В окружних судах нижчої інстанції спостерігаються «значні відмінності у застосуванні та тлумаченні законів Худуд», з «набагато більшим ентузіазмом» щодо їх впровадження в Пенджабі та місті Хайбер-Пахтунхва (колишня Північно-Західна прикордонна провінція), ніж в інших регіонах.:37

## Закони про богохульство
Щоб заборонити богохульство, у 1980, 1982 та 1986 роках було внесено зміни до Кримінального кодексу Пакистану (ККП) і Кримінально-процесуального кодексу (КПК).
- Закон 1980 року забороняв принизливі висловлювання на адресу ісламських діячів і передбачав три роки тюремного ув'язнення.[70]
- У 1982 році невеликій релігійній меншині Ахмадія було заборонено називати або натякати, що вони є мусульманами.
- У 1986 році проголошення будь-чого, що передбачало неповагу до ісламського пророка Мухаммеда, Ахль аль-Бейт (члени сім'ї Мухаммеда), Сахаба (сподвижники Мухаммеда) або Ша'ар-і-Іслам (ісламські символи), було визнано правопорушенням, що підлягає покаранню. ув'язненням або штрафом, або і тим, і тим.[71]

### Релігійні злочини та покарання
| КПП | Розділ | опис | Пенальті                                                  |
| --- | ------ | --- | --------------------------------------------------------- |
| 298 | 298    | Промовляння будь-яких слів, видавання будь-якого звуку, виконання будь-яких жестів або розміщення будь-якого предмета в полі зору з навмисним наміром поранити релігійні почуття будь-якої особи.                                  | 1 рік позбавлення волі, або штраф, або те й інше          |
| 298 | А      | Використання принизливих зауважень тощо стосовно святих осіб (1980). | 3 роки позбавлення волі, або штраф, або те й інше         |
| 298 | Б      | (Закон Ахмаді про богохульство) Зловживання епітетами, описами та назвами тощо, зарезервованими для певних святих осіб або місць, Ахмаді (26 квітня 1984 року).                                                                    | 3 роки позбавлення волі та штраф                          |
| 298 | C      | (Закон про богохульство Ахмаді) Також Постанова XX : Ахмаді, який називає себе мусульманином, або проповідує чи поширює свою віру, або зневажає релігійні почуття мусульман, або видає себе за мусульманина (26 квітня 1984 року). | 3 роки позбавлення волі та штраф                          |
| 295 | 295    | Пошкодження або осквернення місць поклоніння з наміром образити релігію будь-якого класу | До 2 років позбавлення волі або зі штрафом, або з обома   |
| 295 | А      | Умисні та зловмисні дії, спрямовані на образу релігійних почуттів будь-якого класу шляхом образи його релігії або релігійних переконань (1927).                                                                                    | До 10 років позбавлення волі, або зі штрафом, або з обома |
| 295 | Б      | Осквернення тощо Корану (1982). | Довічне ув'язнення                                        |
| 295 | C      | Використання принизливих зауважень, усних, письмових, прямо чи опосередковано тощо для осквернення імені Мухаммеда (1986). | Обов'язкова смерть і штраф(Лютий 1990 року)               |

Правова мова, що забороняє богохульство, є досить повною, заявляючи
Кожен, хто навмисно завдає образи релігійним почуттям будь-якої особи, промовляючи певні слова або видає будь-який звук на слух цієї особи або робить будь-який жест перед цією особою або ставить будь-який предмет перед цією особою, повинен караються позбавленням волі певного ступеня на строк до одного року, або штрафом, або тим й іншим.
До 1986 року в Пакистані було зареєстровано лише 14 випадків богохульства. З 1987 по 2014 рік понад 1300 осіб були звинувачені в богохульстві, переважно немусульманських релігійних меншин. Переважна більшість звинувачень була висунута за осквернення Корану.
Ці закони викликають суперечки серед невеликої ліберальної спільноти Пакистану та міжнародних правозахисних організацій. Згідно з одним джерелом релігійних меншин, звинувачення в богохульстві зазвичай піддають обвинувачених, поліцію, адвокатів і суддів переслідуванням, погрозам, нападам і заворушенням. Критики скаржаться, що пакистанський закон про богохульство «здебільшого використовується для переслідування релігійних меншин і врегулювання особистих вендет», але заклики змінити закони про богохульство зустріли рішучий опір ісламських партій. Станом на 2014 рік нікого не було законно страчено за богохульство, але 17 осіб засуджені до смертної кари за цей злочин, а значну кількість звинувачених або пов’язаних із цією проблемою було вбито від рук натовпу чи інших злочинців. насильство. Закони Пакистану про богохульство передбачають можливість смертної кари для тих, хто ображає іслам, міру, яка викликала критику за ймовірне її зловживання під час переслідування релігійних меншин і несправедливого нападу на громади меншин.
Понад 50 осіб, звинувачених у богохульстві, було вбито до завершення відповідних судових процесів, а відомі діячі, які виступали проти законів про богохульство (Салман Тасір, колишній губернатор Пенджабу, і Шахбаз Бхатті, федеральний міністр у справах меншин), були вбиті після того, як закликали реформувати закон. Загалом з 1990 року через звинувачення в богохульстві було вбито 62 людини. Також був принаймні один випадок нападу на немусульманську віру, зареєстрований відповідно до законів про богохульство.
Глибина пристрасті та енергія пильності проти богохульства була очевидна в інциденті 21 квітня 1994 року в Ґуджранвалі, коли лікаря Саджада Фарука побили, закидали камінням, облили гасом і підпалили та волокли вулицями, прив’язаного до мотоцикла. група людей після того, як через гучномовці кількох місцевих мечетей було зроблено оголошення про те, що Крістіан спалив копію Корану, і що люди повинні прийти, щоб побити його камінням до смерті. Пізніше з'ясувалося, що Фарук був не християнином, а віруючим мусульманином, але у нього були вороги, які мали доступ до систем озвучення місцевих мечетей. Станом на кінець 1994 року було подано скаргу на п'ятьох осіб, але жодних арештів не було здійснено.  

## Економічна ісламізація

### Закят і Ушр
У короткостроковій перспективі фіскальний вимір політики ісламізації мав сильніший вплив. Сплата податку на милостиню, закят, а також його сільськогосподарський аналог, ушр, були традиційно приватними зобов'язаннями для мусульман у Пакистані. Разом вони загалом становили 2,5% річних заощаджень домогосподарств і слугували свого роду податком на багатство, який перерозподіляли серед бідних мусульманської громади. Одне з положень конституції 1973 року вже передбачало, що ці податки має стягувати уряд. Але Бхутто не зробив жодних кроків для його реалізації. У 1979 році Зія вирішив перетворити те, що вважалося особистим обов’язком солідарності, на юридичний обов’язок. «Постанова про закят і ушр» була видана 20 червня 1980 року. Його міський компонент, закят, набув чинності в 1981 році, тоді як ушр набув чинності лише в 1983 році. Система, за якою раніше стягувалися ці податки, була замінена спеціальним агентством для раціоналізації збору та розподілу коштів, процес, який Малік описує так:
У перший день посту в місяць Рамадан агенції з вирахування закяту (банки, поштові відділення тощо) шляхом вирахування у джерела знімають 2,5% з усіх ощадних рахунків, що перевищують певний ліміт (встановлений на рівні 1 000 рупій у перший рік вирахування закяту, 1980). Зібраний таким чином закят перераховується до Центрального фонду закяту (ЦФЗ). Цей фонд поповнюється також за рахунок надходжень від «добровільного закяту» і «пожертвувань», а також з фондів інших інституцій. Відповідно до певних критеріїв, закят розподіляється між провінційними фондами закяту (ПФЗ) і Національним фондом закяту (НФЗ). Відповідно до встановленої квоти, ПФЗ передають кошти місцевим фондам закяту (МФЗ), іншим установам, нужденним (мустахінам) і Національному фонду закяту.
У той час як ушр розподіляється в тій місцевості, де він був зібраний, процес розподілу закяту демонструє цілу бюрократичну піраміду в дії. І тут політика ісламізації посилила державний контроль над релігійними інституціями. Подальшим свідченням цього стало Правило «Техсіл/Талука/Підрозділові та місцеві комітети (усунення голови та членів)» (1981 р.), яке дозволило державі звільнити голову місцевого комітету з закяту - інституції, яка раніше була незалежною від держави. У 1981 році впливове національне щомісячне видання «Аль Закят» хвалилося тим, що 250 000 осіб були залучені до нової системи збору і розподілу коштів закяту. Фіскальний вимір політики ісламізації Зія сприяв зростанню сектантства - терміну, який у Пакистані позначає конфлікт між мусульманами-сунітами і мусульманами-шиїтами. Як тільки плани Зія щодо закяту та ушру були оприлюднені, шиїтські лідери заперечили, що, згідно з юриспруденцією їхньої секти, сплата цих податків є суто індивідуальним вибором, рішенням, прийнятим згідно з власним сумлінням. У відповідь на оприлюднення закону вони організували масову демонстрацію в Ісламабаді, яка згодом призвела до звільнення їх від обов'язкового податку. Ці податки не призвели до ліквідації сільської та міської бідності чи зменшення майнової нерівності, яка стала традиційною рисою пакистанського суспільства.

### Ріба
Зія публічно заявив про своє бажання скасувати відсотки за позиками та цінними паперами та створити «безпроцентну економіку». Зія оголосив, що з 1 липня 1979 р. справи Національного інвестиційного трасту, Фінансової корпорації будівництва будинків та Інвестиційної корпорації Пакистану повинні здійснюватися на безвідсотковій основі шляхом прийняття принципу розподілу збитків. 1 січня 1980 року в усіх націоналізованих комерційних банках було відкрито близько 7000 безвідсоткових кас.
У 1981 році виплати відсотків повинні були бути замінені рахунками «прибутків і збитків» (хоча вважалося, що прибуток - це просто відсотки під іншою назвою). Уряд запровадив і заохочував банки приймати схеми фінансування, засновані на мурабаха та/або мушарака.

### Земельні реформи
Зія не вважав земельну реформу чи діяльність профспілок частиною ісламської економіки. У заяві, зверненій до бідних і робітничого класу, він висловив таку думку:
Не роботодавці повинні забезпечувати роті, капда, аур макаан (хліб, одяг і житло) [відсилання до відомого гасла, яке використовувала ПНП Бхутто]. Всемогутній Бог є постачальником засобів до існування для свого народу. Довіртеся Богові, і Він обдарує вас великою кількістю добрих речей у житті.
Його уряд, який запровадив воєнний стан, також чітко дав зрозуміти, що він «не прихильний перерозподілу аграрної політики, і описав земельні реформи як звичайну політику винагороди прихильників і покарання ворогів».
Коли 13 грудня 1980 року Федеральний шаріатський суд оголосив земельні реформи 1972 і 1977 років такими, що відповідають ісламським заборонам, Зія відповів, включивши трьох членів улемів до Федерального шаріатського суду та двох до Апеляційного шаріатського суду. Колегія Верховного Суду (Улеми традиційно часто походять від або принаймні підтримують інтереси, клас землевласників). Новоутворені суди скасували рішення ФШС у 1990 році.
Після введення воєнного стану тисячі орендарів були примусово виселені із землі в різних районах.
Інше джерело, вчений Чарльз Кеннеді, стверджує, що з 1978 по 1992 рік «ісламські суди», створені в результаті ісламізації (тобто Шаріатська апеляційна колегія і Федеральний шаріатський суд), відігравали набагато важливішу роль у політиці земельної реформи, ніж виконавча чи законодавча влада Пакистану. Кеннеді стверджує, що вони фактично «призупинили реалізацію» земельної реформи, «скасували реформи, розробили нове законодавство, а потім інтерпретували значення нових законів».

### Робітничі протести
Вимоги профспілок і низових працівників щодо підвищення заробітної плати, поліпшення умов праці, соціального забезпечення, виплат по старості та компенсацій за нещасні випадки були «не виправданням для протестів і страйків» і розглядалися як безлад, який необхідно придушити. Максимальне покарання для порушників становило три роки суворого ув'язнення та/або биття батогом. 2 січня 1986 року поліція вбила 19 страйкуючих робітників текстильної фабрики Colony в Мултані, керівництво якої звернулося за допомогою до влади.

## Інші закони шаріату
Були спроби змусити людей  молитися п'ять разів на день.
1985 року були створені окремі вибори для індуїстів і християн — політика, спочатку запропонована лідером ісламістів Абул А'ла Маудуді. Християнські та індуїстські лідери скаржилися, що відчувають себе виключеними з політичного процесу в країні, але ця політика мала сильну підтримку з боку ісламістів.

### Укази Кісас і Діят 1990
У 1990 році Кримінальне законодавство (друга поправка) розпорядження про Кісас («відплата» або помста) і Даят (фінансова компенсація, що виплачується спадкоємцям жертви), було введено після того, як Шаріатська апеляційна колегія Верховного суду оголосила, що відсутність Кісас і Діят суперечив ісламським заборонам, викладеним у Корані та Сунні (Ці закони були введені після смерті Зії, але судом — Апеляційною колегією шаріату Верховного суду, — яку створив Зія).
За законом потерпілий (або спадкоємці потерпілого) від злочину мав право заподіяти злочинцеві тілесні ушкодження, які були заподіяні потерпілому (хоча постанова встановлює компенсацію за «криваві гроші» для жінки-жертви в половину розміру, ніж для чоловіка). Закон також дозволяє правопорушникам звільнитися від злочину, виплативши компенсацію жертві або її спадкоємцям, якщо і тільки якщо сім'я жертви готова це прийняти.

### Закон доказів
Запропонований Закон про докази (Qanun-e-Shahadat) вимагатиме від двох жінок давати свідчення замість одного чоловіка. Після протестів і демонстрацій проти закону компроміс 1984 року обмежив правило фінансовими операціями. За словами Чарльза Кеннеді, малоймовірно, що закон вплине на будь-яку справу, передану до будь-якого вищого суду в Пакистані, оскільки «на практиці практично кожна фінансова операція в Пакистані за звичаєм або правилом вимагає підпису кількох осіб».
На відміну від чоловіків, жінки, які укладали юридичні контракти, повинні були засвідчити свій підпис іншою особою.

### Часи молитов
Було видано інструкції щодо регулярного дотримання молитов і вжито заходів для здійснення полуденної молитви (Salat Al Zuhur) в урядових і квазіурядових установах і навчальних закладах, під час робочих годин і офіційних заходів, а також в аеропортах, на залізничних вокзалах і автобусних зупинках.

### Указ про Рамадан
У країні було видано Указ Ехтрам-е-Рамазан (шанування посту), який забороняв їсти, курити та пити в громадських місцях у священний місяць Рамадан. Відповідно до пункту цього розпорядження, це такі місця, як ресторани, їдальні, мости, провулки і навіть межі приватних будинків. Хоча теоретично немусульманська меншина Пакистану звільнена від закону, представників меншин заарештовували за їжу в громадських місцях.

### Правила для жінок
При Зії наказ жінкам покривати голову в публічних місцях був запроваджений у державних школах, коледжах і державному телебаченні. Участь жінок у спорті та сценічних мистецтвах була суворо обмежена.
Комісія Ансарі, яка з 1980-х років консультувала президента щодо неісламських соціальних конвенцій, рекомендувала заборонити жінкам залишати країну без супроводу чоловіків і заборонити неодруженим жінкам без супроводу служити за кордоном у дипломатичному корпусі. Ісламський дрес-код був запроваджений для жінок, які перебувають на публіці, таких як дикторки новин та стюардеси.

## Інші політики
Підручники були переглянуті, щоб видалити неісламські матеріали, а неісламські книги були вилучені з бібліотек. Офіси, школи та фабрики повинні були надавати місце для молитви; консервативні вчені стали незмінними на телебаченні. Уряд побудував мечеті в сільській місцевості, надаючи сільським жителям більший доступ до мулл. Він також призначив багатьох мулл до дорадчих груп.
За словами Первеза Худбхоя, пакистанського фізика, який виступає проти фундаменталізму, за правління Зії уряд організовував міжнародні конференції та забезпечував фінансування досліджень на такі теми, як температура пекла та хімічна природа джинів (надприродні істоти, створені з вогню).
У в'язницях релігійне навчання є обов'язковим. Ті, хто можуть продемонструвати свою здатність читати Коран напам'ять перед екзаменаційною комісією, мають право на послаблення ув'язнення терміном до двох років.

### Розширення медресеїв
Освітні реформи частково випливали з судових реформ, оскільки, наприклад, у 1979 році в Університеті Куейд-е-Азам було створено факультет шаріату для підготовки фахівців з ісламського права. Але Зія приділив особисту увагу реорганізації шкіл Корану (dini madaris, множина від madrasssa). Медресе (традиційні релігійні школи) в Пакистані вперше отримали державну підтримку. За одним джерелом, протягом років правління Зії їх кількість зросла з 893 до 2801. Інший стверджує, що 12 000 було відкрито з 1983 по 1984 рік. Більшість з них були деобанді за доктринальною орієнтацією, тоді як чверть з них були барельві. Вони отримували фінансування від рад Закят і надавали безкоштовне релігійне навчання, проживання та харчування бідним пакистанцям. Автори критикували школи, в яких було заборонено телебачення та радіо, за розпалювання міжконфесійної ворожнечі як між мусульманськими сектами, так і проти немусульман.

### Культурна політика
У зверненні до нації 1979 року Зія засудила вплив західної культури та музики в країні. Незабаром після цього PTV, національна телевізійна мережа, припинила показ музичних відео або будь-якої іншої музики, крім патріотичних пісень. Більшість кінотеатрів у Лахорі були закриті (станом на 2004 рік кіноіндустрія «Лоллівуд» у Пакистані випускає близько 40 фільмів на рік, у порівнянні з приблизно тисячею фільмів в Індії).
Це сталося незважаючи на теплі стосунки між Зією та президентом найбільшої західної країни (президентом США Рональдом Рейганом) і сильну підтримку Зії з боку цієї країни. Також іронією було те, що під час правління Зії (за словами лівого культуролога Надіма Ф. Парачі) економічне процвітання розширило міський середній і нижчий середній класи країни та поширило популярність західного модного одягу 1980-х років, зачісок і поп-музики.
Поширена південноазійська прощальна фраза «Худа Хафіз» не заохочувалась на користь «Аллах Хафіз», яка вперше була використана в 1985 році в державних медіа, оскільки вважалася більш ісламською, ніж колишня фраза, яка допускала релігійний плюралізм.

## Причини, критика та конфесійний поділ
Мотивація Зія до програми ісламізації була описана як його особиста набожність, бажання «реалізувати сенс існування» Пакистану як мусульманської держави, а також політична необхідність легітимізувати те, що багато хто вважав «репресивним, непредставницьким режимом воєнного стану» Зія. Зія прийшов до влади, скинувши Бхутто, чия опозиція була об'єднана навколо гасла Нізам-е-Мустафа (ісламське правління), зробивши прихильників ісламізації ворогами ворогів Зії.
Світські та ліві сили звинуватили Зію в маніпулюванні ісламом у політичних цілях. Нусрат Бхутто, колишня дружина Зульфікара Алі Бхутто, стверджувала, що Зія «використав іслам», щоб забезпечити «виживання свого власного режиму» після «жахів війни 1971 року» у Східній Бенгалії.
Один автор зазначає, що Зія явно мовчав про суперечку між неортодоксальною сектою Зікрі та Улемами в Белуджистані, де ісламістська доктрина закликала б стати на бік консервативних Улемів, але де Зія мав політичну потребу в спокою серед Зікрі. Інший зазначає використання Зією статті 203-B для захисту будь-якої частини конституції, будь-яких особистих законів і будь-яких фінансових законів від скасування як таких, що порушують закон шаріату.

### Сектантський поділ
Наскільки успішним був Зія, використовуючи спонсоровану державою ісламізацію для зміцнення національної згуртованості, також спірне питання. Мусульманська меншина шиїтів розійшлася з сунітами щодо ісламської юриспруденції (фікх), стверджуючи, що ісламізація Зії була насправді «суніфікацією». Уряд Пакистану схилився до застосування сунітських законів щодо всіх.
Зокрема, суперечка щодо того, як слід розподіляти пожертви закят для бідних, роздмухувала міжконфесійну напругу, а в 1983 і 1984 роках спалахнули релігійні заворушення. Шиїти були звільнені від податку закят на тій підставі, що вони будуть робити внески своєму власному шиїтському улемі для благодійної діяльності. Але це звільнення «спонукало все більше і більше пакистанців проголошувати себе шиїтами», і це явище «посилило антишиїтські настрої серед сунітських ісламських активістів».
Розбіжності в юриспруденції фікху також виникали у шлюбі та розлученні, спадкуванні та заповіті та накладенні покарань за хадд.
Зія проводив антишиїтську політику, тому під час його президентстванапади на шиїтів посилилися. При цьому перші великі сектантські заворушення в Пакистані спалахнули в 1983 році в Карачі, а пізніше поширилися на Лахор і Белуджистан. Конфесійне насильство стало повторюваною частиною місяця Мухаррам щороку, а конфесійне насильство між сунітами та шиїтами відбулося в 1986 році в Парачінарі. Під час одного сумнозвісного інциденту, різанини в Гілгіті 1988 року, сунітський лашкар напав на сотні шиїтів у Гілгіті і зарізав їх невдовзі після того, як шиїтська демонстрація напала на федерального міністра Касіма Шаха, як стверджує шиїтський священнослужитель Мохсін Наджафі. Пізніше, наприкінці 1990-х років, індійські письменники перебільшили цю подію, стверджуючи, що пакистанська армія і військова диктатура відправили Усаму бін-Ладіна і Первеза Мушаррафа напасти на шиїтів; багато індійських медіа повторили це твердження, намагаючись пов'язати пакистанську армію з Аль-Каїдою. Насправді, за словами Азама Чаудхарі, який спостерігав за цими подіями, лашкар був піднятий з сусідньої Хайбер-Пахтунхва, до нього також приєдналися деякі сунітські поліцейські. Оскільки гарнізон Гілгіта, який тоді переважно був направлений до регіону Сіачен у протистоянні з Індією, не зупинив напад і фактично уряд не захистив шиїтів, з'явилися чутки, що напад був заохочений режимом. Десять років по тому індійські медіа, щоб додати пікантності цій історії, пов'язали її з Первезом Мушаррафом та Усамою бін-Ладіном, але це не відповідає дійсності - бін-Ладін тоді був в Афганістані, а Мушарраф служив командиром 25-ї піхотної бригади в Бахавалпурі, на півдні Пенджабу.
Серед мусульман-сунітів між Деобандісом і Барелвісом також виникли суперечки. Зія віддавав перевагу доктрині Деобанді, а суфійські піри Сінда (які були Барелві) приєдналися до Руху проти Зії за відновлення демократії.
Солідна більшість барельві підтримала створення Пакистану, і Барелві улама також видав фетви на підтримку Пакистанського руху під час виборів 1946 року. Проте, на щастя, політика ісламської держави в Пакистані була переважно за деобандських (а пізніше ахлі-хадисів/ салафітських) інститутів. Це сталося незважаючи на те, що більшість священнослужителів Деобанді рішуче виступали проти поділу колоніальної Індії, і лише деякі (хоча й впливові) священнослужителі Деобанді підтримали Пакистанський рух. Зія створив міцний союз між армією та установами Деобанді.
Ахмадійці, серед членів яких є «багато провідних вчених і професіоналів», скаржаться, що за правління Зії їх «усунули з роботи та звинувачують у конфіскації їх власності та мечетей». Ахмадійці відрізняються від інших мусульман тим, що не визнають Мухаммада останнім пророком. Серед них багато провідних учених і фахівців. Їх усунули з роботи та звинувачують у тому, що їхнє майно та мечеті були захоплені режимом пана Зії.

### Жіноча незгода
Жіночі групи (Всепакистанська жіноча асоціація та Форум жіночих дій) виступали проти Указу Діят (який встановлював компенсацію за «криваві гроші» для жінки-жертви вдвічі від компенсації для чоловіка), і пізніше запропонованого Закону про докази (який вимагав від двох жінок давати свідчення замість одного чоловіка). Вони кинули виклик закону на основі ісламу, пропонуючи альтернативне тлумачення аяту Корану, який використовується як основа закону, наголошуючи, що в інших аятах чоловіки та жінки вважаються рівними, і відзначаючи важливість про важливість свідчень двох дружин Мухаммеда (Хадіджі та Айші) у ранній мусульманській історії (незважаючи на їх благочестиве спростування, поліція зустріла протестувальників сльозогінним газом і латі (кийками) біля будівлі Високого суду. Улама засудив протест як акт віровідступництва).
На міжнародному рівні Human Rights Watch скаржилася, що виключення свідчень жінок у справах про зґвалтування з Указів Худуд (1979), а також Закону про докази та запропонованих законів щодо Qisas і Diyat поставило жінок до «нижчого правового статусу» порівняно з чоловіками.

### Підтримка
Аніс Ахмад з Міжнародного ісламського університету пояснює полеміку щодо «фундаменталізму» ісламізації неспроможністю «мусульманських еліт» зрозуміти «саму природу божественно відкритого закону». Він вважає, що ці еліти перейняли «інтелектуальну культуру та політичну систему» британських колонізаторів, завдяки чому вони використовували «соціологічний підхід» до розуміння закону шаріату, і стверджували, що ісламські покарання, такі як ампутація, побиття камінням і бичуванням є «бедуїнськими», «племінними», «досучасними», «жорстокими», «застарілими» та «варварськими». Далі він стверджує, що на відміну від шаріату, секуляризм вимагає поблажливості до злочинця, ігноруючи страждання жертви злочину. Він вважає, що сексуальне потурання — це не питання особистої свободи, а «повстання проти встановлених у суспільстві моральних норм», що застосування шаріату до немусульман — це просто спроба «переконати їх діяти раціонально» і що критика ставлення до громади ахмадійців була зроблена на основі звіту Муніра, який був «засуджений улемами ... як упереджена робота». Ахмад закликає розвивати навчальні заклади, щоб включати адекватну інформацію про поточні проблеми, щоб іджтигад міг здійснюватися в соціальній, політичній, економічній та правовій сферах і вважає, що в той час як Зію та інших політиків можна критикувати за «подрібненість і часами легковажне» впровадження, «ісламські ідеали» ісламізації мають «прихильність» мусульманського народу в Пакистані.

## Спадщина
Ісламізація зазнала жорсткої критики. Автор Ієн Телбот звинуватив її в тому, що вона нібито «звела велику релігійну традицію, багату гуманністю, культурою та почуттям соціальної справедливості, до системи покарань і переслідувань груп меншин». Автор Зафар Ікбал Каланаурі припускає, що інтерпретація ісламу Зією в Пакистані могла «сприяти зростанню фундаменталізму, обскурантизму та регресу». Інший авторитет у цій темі, Крістоф Джаффрело, пояснює зростання ісламських рухів, у тому числі Лашкар-е-Тайба, «ненавмисним наслідком політики ісламізації та підтримки рухів джихаду», проведеної пакистанською владою після Зії. Аннотація до книжки есе на тему «Ісламізація Пакистану, 1979-2009», опублікованої Інститутом Близького Сходу, підсумовує 30-річний вплив ісламізації, починаючи з Зії, як «порушене основоположне кредо країни, значна частина її ресурсів витрачена нецільово, і його соціальну тканинну ренту». За часів Зії суворіші ісламські правила не призвели до більшого соціального спокою. Злочинність, пияцтво, наркоманія, як вважають, зросли.
Інші, принаймні в 1980-х і 1990-х роках, вважали вплив цього процесу перебільшеним. У 1986 році журналіст New York Times Стівен Вісман писав, що релігійні та політичні лідери погоджуються з тим, що зміни ісламізації були «значною мірою маргінальними або косметичними». Академік Чарльз Х. Кеннеді писав у середині 1990-х років, що хоча під час правління Зія «ледве не проходив день, щоб одне чи кілька питань програми не були в центрі політичних дебатів у Пакистані», процес мали відносно незначний вплив, оскільки політика була «вже наявною», «косметичною» або «залишилася нереалізованою». Кеннеді пояснює, чому риторика щодо ісламізації була б такою екстравагантною, тоді як реальність була такою скромною, полягає в тому, що і прихильники, і опоненти мали стимули перебільшувати її масштаби та вплив — це згуртувало б їхні відповідні політичні бази підтримки. З іншого боку, «інсайдери», відповідальні за функціонування держави, які впроваджували ісламізацію, мали (і мають) стимул зберегти стабільність і порядок і переконатися, що ісламізація відбувалася «впорядкованим і розсудливим» (і обережним) способом. Перебільшення ворогів ісламізації в медіа та опозиції (наприклад, Беназір Бхутто) не піддавалися цензурі та навіть не оскаржувались урядом чи урядовою бюрократією, оскільки вони «доводили» ісламським активістам з іншого боку питання, що «уряд із ентузіазмом впроваджує Нізам-е-Мустафа». Не маючи глибоких і власних знань про Пакистан, іноземна преса прийняла ці повідомлення як істинні.
За словами Зафара Ікбала Каланаурі, законодавство при Зії нестабільне. Воно часто змінювалося або загрожувало змінитися через розбіжності у поглядах між правлячими фракціями. Існують невідповідності
- між правовими нормами і суспільно спостережуваними нормами;
- між статутними правовими нормами та нормами, які застосовуються на практиці в судах (наприклад, Хадд важко реалізувати, оскільки зізнання, відмова від зізнання та суворі стандарти доказів ускладнюють його виконання);
- між різними формальними правовими нормами (наприклад, суди допускають невиконання Указу про мусульманське сімейне право, але воно має суворо каратися відповідно до Указу Зіни). Іншим прикладом цього протиріччя є те, що конституція гарантує жінкам рівний статус, з одного боку, але, з іншого боку, вони сильно дискримінуються в кримінальному праві.[63]

## Ісламізація після Зії уль-Хака
Після смерті Зії прем'єр-міністром була обрана Беназір Бхутто, дочка Зульфікара Алі Бхутто, прем'єр-міністра, якого він скинув і стратив. Хоча вона була відвертою противницею ісламізації Зії, вона не ліквідувала Федеральний шаріатський суд, Шаріатську апеляційну колегію Верховного суду, а також не скасувала Укази Худуд і Рамазан. Однак вона звільнила всіх жінок-ув’язнених у Пакистані, не засуджених за вбивство (більшість із яких перебували у в’язниці через Укази Худуд), як один із своїх перших дій після приходу до влади, і загалом практикувала «бюрократичну нехтування» апарату ісламізації.
У жовтні 1990 року тодішній президент Гулам Ісхак Хан запропонував Указ Кісас і Діят (QDO). У 1997 році під час уряду Наваза Шарифа Постанова Кісас і Діят, яка тепер охоплює всі злочини проти людського тіла, стала актом парламенту. Як наслідок, злочини проти людського тіла в Пакистані більше не вважаються злочинами «проти суспільства чи держави», а «проти особи». Таким чином, якщо жертва або її родина вирішить, злочинці «можуть залишатися на волі навіть після скоєння» вбивства.
У 1996 році Закон про скасування побиття батогом (прийнятий Пакистанською народною партією Беназір Бхутто) забороняв вироки/покарання для порушників, за винятком тих випадків, коли вони були призначені як хадд. Цей закон «значно скоротив» випадки тілесних покарань.
Щоб зняти обмеження на юрисдикцію шаріату, «Закон про дотримання шаріату», вперше оприлюднений Зією в 1988 році, але не прийнятий парламентом (тому термін дії якого закінчився за Беназір Бхутто), був проголосований парламентом за уряду Наваза Шарифа 1991 року. Закон надав юрисдикцію щодо шаріатських справ Федеральному шаріатському суду, а не Високим судам, менш схильним до ісламських активістів. Але обговорюється питання про те, чи закон мав більше політичного впливу, ніж юридичного, оскільки він зберіг обмежений стандарт верховенства шаріату. Стандарт тлумачення для вищих судів дозволяв лише рішення, «які відповідають ісламським принципам юриспруденції», коли «можливе більше ніж одне тлумачення» закону.

### Судові рішення
Через відсутність сильного політичного керівництва чи суспільного консенсусу після смерті Зії вищі суди були основним, дехто (Чарльз Кеннеді) каже, що «справжнім» визначальним фактором «змісту та темпів ісламської реформи», через їхню інтерпретацію своєї юрисдикції щодо подумайте, які закони та дії є «огидними для ісламу». Інший вчений (Мартін Лау) називає процес ісламізації в Пакистані здебільшого «керованим суддею».
Однією з перешкод на шляху скасування законів, які активісти вважали неісламськими, була відсутність верховенства шаріату в Конституції. Активісти намагалися використати Резолюцію про цілі з її принципом, що «мусульмани повинні мати можливість впорядковувати своє життя в індивідуальній і колективній сферах відповідно до вчення і вимог ісламу, викладених у Священному Корані і Сунні», але ця резолюція спочатку була частиною преамбули конституції, а не самої конституції, і в результаті рішенням 1973 року вона була визнана такою, що «не має такого ж статусу або повноважень», як «звичайна писана конституція». 1985 року до Конституції були внесені зміни, і Резолюція про цілі стала статтею 2-А «відновленої конституції». З цією зміною доктор Танзіл-ур-Рахман — особливо «вправний» ісламський активіст і судовий активіст — стверджував, що впорядкування життя мусульман «відповідно до вчень і вимог ісламу, викладених у Священному Корані та Сунні», як зазначено в статті 2A, була «надконституційною» основною нормою права в Пакистані. На підтримку тлумачення Танзіл-ур-Рахмана було кілька рішень, винесених наприкінці 1980-х і на початку 1990-х років, які оголошували огидними для ісламу такі речі, як сплата судових зборів, відсотки за позиками або інвестиції з фіксованою нормою прибутку, вимога, щоб рішення про розлучення для того, щоб бути дійсним, необхідно зареєструвати сімейний суд.
Верховний суд розглянув кілька важливих питань, що стосуються ісламізації приблизно в цей період (під час перебування Беназір на посаді), включаючи рішення, які визнали неісламськими положення в Кримінальному кодексі Пакистану, що стосуються вбивства, ненавмисного вбивства та інших форм тілесних ушкоджень, і в більшість земельних реформ Зульфікара Алі Бхутто 1972 та 1977 років (правляючи, наприклад, що іслам не підтримує примусового перерозподілу багатства чи землі з метою подолання бідності, якою б похвальною не була мета подолання бідності).
Проте банківські відсотки все ще не були заборонені в Пакистані прокляттям статті 203-B конституції (згаданої вище), яка звільняла закони, що стосуються фінансів, від підпорядкування шаріату. Щоб виправити цю ситуацію, ісламські активісти намагалися переконати громадськість за допомогою численних конференцій і великої кількості літератури в тому, що безпроцентна економіка є життєздатною та релігійно необхідною, прийняти в парламенті законопроект, який поставив би шаріат «вище» над конституцією, і заохотити вищі суди розширити свої визначення юрисдикції шаріату.

### Справа Фейсала
У 1990 році Танзіл-ур-Рехман був призначений до Федерального шаріатського суду і приблизно через рік (у листопаді 1991 року) виніс «монументальне рішення» (Фейсал проти секретаря Міністерства юстиції), яке, здавалося, могло покласти край процентні позики та рахунки в Пакистані.
Рішення у справі Фейсала заборонило рібу абсолютно без винятків, скасувавши 20 федеральних і провінційних фінансових законів як такі, що суперечать ісламу. Він визначив рібу як «будь-яке доповнення, хоч і незначне, понад основну суму», включаючи будь-яку систему надбавок, будь-яку індексацію на інфляцію, платіж за вартістю, а не за видами. Він забороняв рібу у «виробничих позиках», а також у «споживчих» позиках. Зокрема, він оголосив недійсними два ісламських модерністських тлумачення, які уникали суворої заборони: розглядання віршів Корану проти ріби (2:275-8) як алегоричних і використання іджтіхаду (незалежного міркування) щодо проблеми, заснованого на встановленні суспільного блага (маслаха).
Після тривалого зволікання з боку уряду та бюрократії справа Фейсала була підтримана в 1999 році Апеляційною палатою шаріату в рішенні «Аслам Хакі» з докладними розпорядженнями про запуск безпроцентної економіки. Стверджуючи, що виконання рішення «створить величезні проблеми» для економіки Пакистану, завдаючи шкоди вітчизняній банківській індустрії західного типу та «фінансовим операціям» Пакистану із зовнішнім світом, суд дав уряду додатковий рік для ісламізації.
Однак на той час Первез Мушарраф прийшов до влади в результаті перевороту і обмежив повноваження судів. Двоє суддів Шаріатської апеляційної колегії подали у відставку замість того, щоб скласти нову присягу, а нова апеляція з новим складом суддів виявила багато «помилок» у справі Аслама Хакі і скасувала рішення, винесене кількома місяцями раніше.

### Закон про захист прав жінок
Після 2001 року увагу до перегляду Указу Худуд приділили низка призначених урядом комісій, телевізійні дебати на цю тему тривали кілька тижнів. У 2006 році тодішній президент Первез Мушарраф запропонував реформувати Указ, і у листопаді/грудні було прийнято та підписано «Закон про захист жінок (внесення змін до кримінального законодавства). Законопроект зберіг лише подружню зраду в Постанові Зіни, дозволяючи зґвалтування переслідуватися згідно з цивільним законодавством. Він запобігає перетворенню невдалих скарг на подружню зраду чи зґвалтування на звинувачення в розпусті та додає до Кримінального кодексу Пакистану новий злочин – неправдиве звинувачення в перелюбі.

### Громадська підтримка
Ісламізація має сильну громадську підтримку в Пакистані. За словами Шаджила Заїді, мільйон людей відвідали похорони Зії, тому що він дав їм те, чого вони хотіли: більше релігії. Опитування громадської думки PEW показало, що 84% пакистанців виступають за те, щоб шаріат став офіційним законом країни. За звітом Pew Research Center за 2013 рік, більшість пакистанських мусульман також підтримують смертну кару для тих, хто залишає іслам (62%). Навпаки, підтримка смертної кари для тих, хто залишив іслам, склала лише 36% у південноазійській мусульманській країні Бангладеш (яка має спільну спадщину з Пакистаном).
Опитування, проведене компанією Gallup Pakistan у січні 2011 року серед понад 2700 чоловіків і жінок у сільських і міських районах усіх чотирьох провінцій країни, показало, що 67% пакистанців відповіли ствердно на запитання. На вашу думку, чи повинен уряд вжити заходів для «ісламізації» суспільство? 13% опитаних відповіли, що Пакистану не потрібна ісламізація, а 20% не відповіли. У 2016 році опитування громадської думки PEW показало, що 78% пакистанців сказали, що закони країни повинні суворо відповідати Корану, а ще 16% пакистанців сказали, що закони повинні відповідати цінностям і принципам ісламу, але не суворо. Це був найвищий показник серед усіх мусульман, опитаних PEW.
Опитування громадської думки, проведене в 2010 році Дослідницьким центром PEW, також показало, що 87% пакистанців вважають себе «в першу чергу мусульманами», а не представниками своєї національності. Це був найвищий показник серед усіх опитаних мусульман. Натомість лише 67% у Йорданії, 59% у Єгипті, 51% у Туреччині, 36% в Індонезії та 71% у Нігерії вважали себе «перш за все мусульманином», а не представником своєї національності.